# Sardinia blues
Sardinia Blues è un romanzo di Flavio Soriga, pubblicato da Bompiani nel 2008.

## Trama
Pani, Licheri e Corda sono tre giovani trentenni laureati e disoccupati, che trascorrono l'estate nella casa al mare di Licheri a S'Archittu passando da serate nelle discoteche della zona a sconclusionate avventure, come il furto di carte d'identità bianche da rivendere al mercato nero. Ciascuno di loro ha alle spalle un passato difficile (Pani è malato di talassemia, Licheri è un ex-drogato, Corda è uno scrittore fallito) e una sfortunata storia d'amore con una ballerina. Sarà l'amante quarantenne di Pani a dargli un obiettivo da raggiungere: recuperare il testamento del padre, ancora vivo, per controllare se quest'ultimo ha lasciato i suoi averi alla badante polacca che lo assiste.

## Edizioni
- Flavio Soriga, Sardinia Blues, collana Narratori italiani, Bompiani,  p. 224.